# Psammocinia arenosa
Psammocinia arenosa är en svampdjursart som först beskrevs av Lendenfeld 1888.  Psammocinia arenosa ingår i släktet Psammocinia och familjen Irciniidae. Inga underarter finns listade i Catalogue of Life.